# Крандакова Олена Василівна
Олена Василівна Крандакова (нар. 20 вересня 1951, село Дзвониха, тепер Тиврівського району Вінницької області) — українська діячка, головний економіст радгоспу-заводу «Золоте поле» Кіровського району АР Крим, начальник управління кадрового забезпечення Пенсійного фонду України. Народний депутат України 2-го скликання.

## Біографія
Народилася у родині директора школи Василя Семенюка.
У 1971 році закінчила факультет промислового і цивільного будівництва Бахчисарайського будівельного технікуму Кртимської області.
У 1971 — листопаді 1972 рок — майстер-будівельник ПМК-197 тресту «Одессільбуд», працювала в радгоспі «Троїцький» Біляївського району Одеської області. У листопаді 1972 року переїхала до міста Бахчисарая Кримської області.
У 1973—1974 роках — медсестра-вихователь Бахчисарайських дитячих ясел дитячого комбінату № 8.
У 1974—1976 роках — бухгалтер бази отрутохімікатів Бахчисарайського районного відділення «Сільгосптехніка» Кримської області.
У 1976—1981 роках — старший агроном-економіст з міндобрив, у 1981—1983 роках — економіст з сільськогосподарського аналізу, у 1983—1987 роках — старший економіст з питань оплати праці та нормування радгоспу імені Комінтерну Бахчисарайського району Кримської області. Член КПРС.
У 1986 році заочно закінчила факультет економіки Кримського сільськогосподарського інституту, економіст-організатор сільськогосподарського виробництва.
З 1987 року — головний економіст радгоспу-заводу «Золоте поле» Кіровського району Кримської області.
У 1990 році заочно закінчила Інститут марксизму-ленінізму, політолог. У 1991 році заочно закінчила Інститут народного господарства імені Плеханова, міжнародні економічні відносини.
Народний депутат України з 04.1994 (2-й тур) до 04.1998, Кіровський виборчий округ № 38, Республіка Крим. Секретар Комітету з питань бюджету. Член фракції «Соціально-ринковий вибір».
У квітні 1995 — листопаді 1996 року — голова Комітету у справах жінок, материнства і дитинства при Президентові України.
З липня 1998 року — головний консультант-експерт Управління забезпечення зв'язків з Верховною Радою України Адміністрації Президента України; заступник начальника управління пенсійного забезпечення, заступник начальника управління з питань міжнародного співробітництва та іноземних пенсій, начальник управління кадрового забезпечення Пенсійного фонду України.
Закінчила 4 курси Національної юридичної академії України імені Ярослава Мудрого.
З 2006 року — виконавчий директор Асоціації народних депутатів України. Голова Міжнародного благодійного фонду «Благовіст».

## Нагороди та відзнаки
- заслужений економіст України (.03.1997)[2]